# دحمان الحراشي
دحمان الحراشي (الاسم الحقيقي هو عبد الرحمن عمراني) (ولد في 7 جويلية، 1925 في الأبيار، الجزائر العاصمة ذو أصول شاوية. فهو ينحدر من قرية جلال جنوب ولاية خنشلة. استقر أبوه في الجزائر العاصمة في الحراش في حي الفدائيين plm سنة 1920، توفي في 31 أوت 1980 في الجزائر العاصمة، الجزائر إثر حادث) كان موسيقار، مؤلف، ملحّن ومغنّي في نوع الشّعبي العاصمي.

## سيرة
لقد كان أبوه مؤذنا بـالمسجد الكبير في الجزائر العاصمة.
لقد أعطى للأغنية الشعبية الجزائرية رونقا خاصا حيث غلب على كافة أغانيه طابع المعنى وتميزت بأسلوب جميل يعالج قضايا المجتمع.
من أهم أغانيه الجمهرة، ورائعة ذائعة الصيت «يارايح».التي انتقد فيها موضوع هجرة أبناء الجزائر إلى فرنسا. والأغنية لا تزال تغنى من جيل إلى جيل حيث أعادها الفنان الجزائري رشيد طه وقد لاقت ولا تزال تلاقي انتشار لافت في أواسط الشباب من أبناء الجاليات العربية المهاجرة في أوروبا. والأغنية موجهة إلى صديق دحمان الحراشي الذي كان مصرا على الهجرة ظنا منه أنه سيجد أحوال معيشية أفضل، فكانت هذه كلمات الأغنية:
- يا الرايح وين مسافر تروح تعيا وتولي:: شحال ندموا العباد الغافلين قبلك وقبلي
- شحال شفت البلدان العامرين والبر الخالي:: شحال ضيعت وقات وشحال تصيد ما زال تخلي.
- يا الغايب في بلاد الناس شحال تعيا ما تجري:: بيك وعد القدرة ولا الزمان وأنت ما تدري.

ومن أشهر أغانيه أغنية (خليوني) والتي غناها في فرنسا عام 1956 وقد أعادت غناءها الفنانة لطيفة التونسية عام 2003 وأغنية (ربي بلاني بالطاسة) والتي تعالج قضية الإدمان على الخمور... وغيرها الكثير

## ديسكغرافيا
رحلته الفنية كمغني مستعارة من تجربته الحياتية الخاصة من خلال ترجمة جميع تنويعات الهجرة في أغانيه المكتوبة باللغة الجزائرية.
من أشهر أغانيه يا رايح، عن الهجرة، الرحيل، لاقت نجاحا كبيرا عندما صدرت في فرنسا عام 1973. غطاها رشيد طه عام 1997. الأغنية الأصلية حققت نجاحا كبيرا في جميع أنحاء العالم وترجمت إلى اللغة الفرنسية وعدة لغات أخرى مع الحفاظ على نفس اللحن.

## سينما
لعب دحمان الحراشي دوره كمطرب شعبي في فيلم "صحا دحمان "، وهو فيلم أخرجه سليم بلقادي في أواخر السبعينيات، وشارك فيه عدد كبير من المطربين والممثلين، أبرزهم محمد. مختاري، محمد الباجي، عمار واحدة، حاج نور الدين، بن بوريق عرب، إسماعيل كرار، عمار فرحات، بوعلام بليلي، لخضر عبادة، محمد جليز.

## وصلات خارجية
- هشام صنهاجي على موقع ميوزك برينز (الإنجليزية)
- هشام صنهاجي على موقع ديسكوغز (الإنجليزية)
- هشام صنهاجي على موقع ديسكوغز (الإنجليزية)
- دحمان الحراشي